# Cercartetus caudatus
Cercartetus caudatus är en pungdjursart som först beskrevs av Henri Milne-Edwards 1877. Cercartetus caudatus ingår i släktet sovarpungmöss och familjen dvärgpungsovare. IUCN kategoriserar arten globalt som livskraftig.
Artepitet i det vetenskapliga namnet är bildat av det latinska ordet cauda (svans). Det syftar på den långa svansen.
Pungdjuret förekommer på Nya Guinea, på östra sidan av Kap Yorkhalvön (Australien) och på några mindre öar i regionen. Arten vistas där i låglandet och på upp till 3 450 meter höga bergstrakter. Habitatet utgörs av tropiska regnskogar och buskmarker.

## Underarter
Arten delas in i följande underarter:
- C. c. caudatus
- C. c. macrurus